# Notarius planiceps
Notarius planiceps es una especie de pez de la familia Ariidae en el orden de los Siluriformes.

## Morfología
• Los machos pueden llegar alcanzar los 60 cm de longitud total.

## Alimentación
Come invertebrados  bentónicos.

## Distribución geográfica
Se encuentra en los ríos de la costa  pacífica entre México y Panamá.